# Бойова готовність
Бойова́ гото́вність — це визначений стан Збройних Сил країни, який характеризує їх здатність організовано, у визначені строки розпочати воєнні дії і успішно виконувати поставлені бойові завдання.
При приведенні Збройних Сил у бойову готовність здійснюється їхнє відмобілізування (доукомплектування), бойове злагодження та розгортання за призначенням з метою успішного ведення бойових дій перш за все з метою відбиття агресії противника, згідно з Оборонною доктриною держави та виконання інших завдань.

## Показники бойової готовності
Основними показниками бойової готовності Збройних Сил є:
- боєздатність військ;
- час, необхідний для підготовки військ до виконання бойових завдань за призначенням.

У багатьох арміях світу існують такі ступені бойової готовності:
- постійна;
- підвищена;
- бойова небезпека (воєнна загроза);
- повна